# Coordination des centrales syndicales du Cône sud
 (mars 2025).
Si vous disposez d'ouvrages ou d'articles de référence ou si vous connaissez des sites web de qualité traitant du thème abordé ici, merci de compléter l'article en donnant les références utiles à sa vérifiabilité et en les liant à la section « Notes et références ».

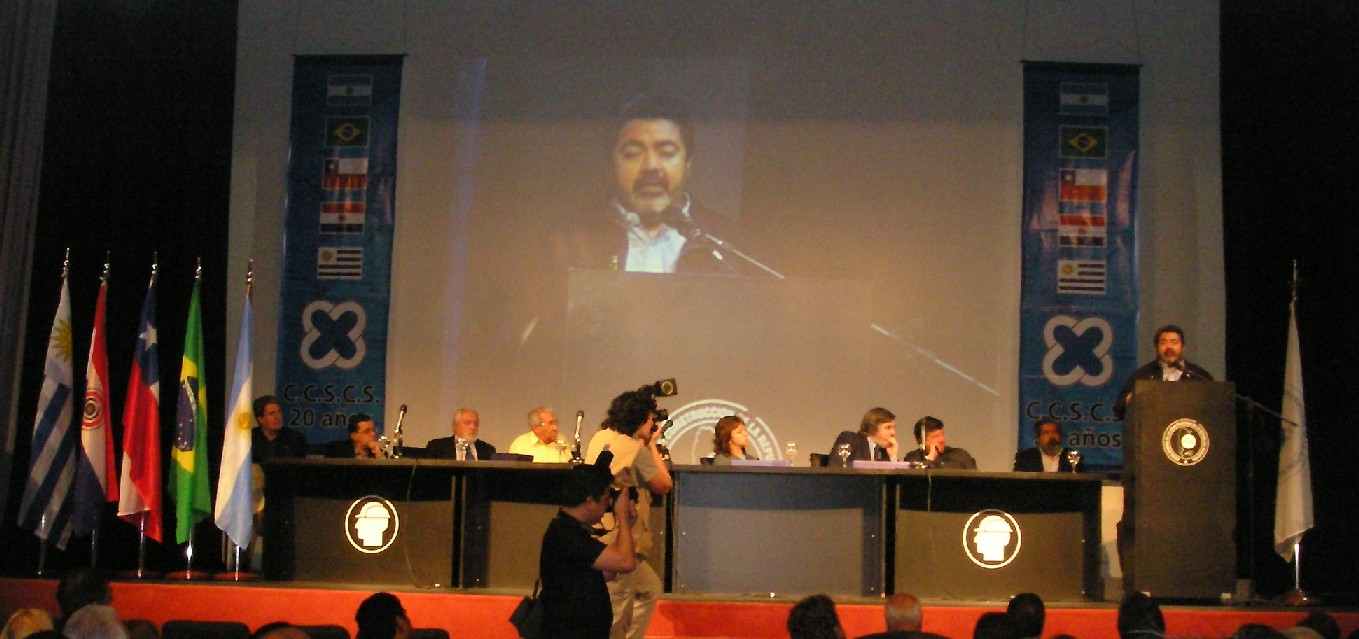
Célébration à Buenos Aires des 20 ans de la CCSCS.

La Coordination des centrales syndicales du Cône sud (Coordinadora de Centrales Sindicales del Cono Sur, CCSCS) a été créée en 1986, à Buenos Aires, avec l'appui de l'Organisation régionale interaméricaine des travailleurs (ORIT). Elle regroupe huit centrales syndicales, d'Argentine (CGT et CTA), du Brésil (CGT, CUT et Force syndicale, du Chili (CUT), du Paraguay (CUT) et d'Uruguay (PIT-CNT).